# Megalopolisz (film)
A Megalopolisz (eredeti cím: Megalopolis) 2024-es amerikai sci-fi filmdráma, amelyet Francis Ford Coppola rendezett. A főbb szerepekben Adam Driver, Giancarlo Esposito, Nathalie Emmanuel, Aubrey Plaza és Shia LaBeouf látható.
Amerikában 2024. szeptember 27-én, Magyarországon egy nappal korábban, szeptember 26-án  mutatták be a mozikban. 

## Cselekmény
Új Róma, egy római hatásokkal rendelkező, New York City mintájára kialakított metropolisz: Cesar Catilina, a város tervezési felügyeletének neves építésze Nobel-díjat kapott a „Megalon” nevű innovatív építőanyag kifejlesztéséért. Gazdag nagybátyja, Hamilton Crassus III. pénzügyi támogatásával most az anyaggal szeretné megvalósítani a város jövőjéről alkotott futurisztikus elképzelését, a Megalopoliszt. Cesar azonban a hivatalban lévő polgármester, Franklyn Cicero ellenállásába ütközik, aki inkább továbbra is a jól bevált építőanyagokra, az acélra és a betonra támaszkodna. A két férfit közös múlt köti össze, hiszen Cicero volt az ügyész, amikor évekkel korábban Cesar első feleségének, Sunny Hope-nak a rejtélyes halála miatt bíróság elé állították.
Cesar időmegállító képessége felkelti Cicero lánya, Julia érdeklődését. Az egykori orvostanhallgató kezdetben azt a tervet követi, hogy apja számára kémkedjen az építész után, de hamarosan megkedveli Cesart és utópiáját, így személyes asszisztenseként alkalmazza. Crassus fényűző esküvőjén, amelyet a hatalomra éhes újságíró Wow Platinával tart, Clodio Pulcher, a bankár féltékeny fia hamis szexvideót terjeszt unokatestvéréről, hogy megvédje saját pénzügyi örökségét. Az állítólagos botrányt, miszerint Cesarnak viszonya volt a kiskorú énekesnővel, Vesta Sweetwaterrel, azonban hamarosan leleplezik. Julia sem hisz az állandósult pletykáknak, sőt, meg van győződve Cesar ártatlanságáról a felesége halálának ügyében, és végül kapcsolatba kezd vele.
Amikor egy szovjet műhold lezuhan Új-Rómára, és elpusztítja a városközpont egy részét, Cesar Cicero akarata ellenére elkezdi építeni Megalopoliszt. Julia beavatkozása ellenére a két fél képtelen kibékülni, és amikor Cicero megtudja, hogy lánya terhes, a bukásával néz szembe. Cicero kétségbeesésében felajánlja Cesarnak, hogy bevallja, ő maga felelős Sunny Hope haláláért, ha az építész cserébe elhagyja a lányát, de Cesar visszautasítja. Clodio Pulcher kihasználja a városban kialakult hatalmi vákuumot és a lakosság elégedetlenségét a Megalopolisz-projekt érdekében végrehajtott kényszerű kisajátítások miatt, hogy gyűlöletet szítson Új-Róma lakói között, és maga mögé állítsa támogatóit. A Wow Platinummal együtt egy csínytevés keretében átveszi apja, Hamilton Crassus III bankját, és befagyasztja Cesar számláit.
Cesart Clodio támogatói az utcán lövik le, de Julia a megalon segítségével megmenti. Miközben a zavargások elfajulnak, Cicero és családja az új-római alvilágba menekül, Cesar pedig megpróbálja meggyőzni a lakosságot a tervéről. Közben Crassus bosszút áll a puccsért, és nyílpuskával megöli feleségét, Wow Platinát. Clodio sem tudja apja pénzét a maga javára fordítani, amikor a Cesar által meggyőzött lakosság meglincseli. Nem sokkal később befejeződik Megalopolisz építése, Cesarnak és Juliának pedig lánya születik, akit Sunny Hope-nak neveznek el. Cesar az avatáson kibékül Ciceróval, és megígéri neki, mindig mindent megtesz a lehető legjobb jövő érdekében.

## Szereplők
| Szerep                     | Színész            | Magyar hang |
| -------------------------- | ------------------ | ----------- |
| Cesar Catilina             | Adam Driver        |             |
| Franklyn Cicero            | Giancarlo Esposito |             |
| Julia Cicero               | Nathalie Emmanuel  |             |
| Wow Platinum               | Aubrey Plaza       |             |
| Clodio Pulcher             | Shia LaBeouf       |             |
| Hamilton Crassus III       | Jon Voight         |             |
| Fundi Romaine              | Laurence Fishburne |             |
| Jason Zanderz              | Jason Schwartzman  |             |
| Charles Cothope            | James Remar        |             |
| Nush Berman                | Dustin Hoffman     |             |
| Stanley Hart felügyelő     | D. B. Sweeney      |             |
| Clodia Pulcher             | Chloe Fineman      |             |
| Vesta Sweetwater           | Grace VanderWaal   |             |
| Constance Crassus Catilina | Talia Shire        |             |

## A film készítése
A New Yorkban felnövő Francis Ford Coppolát lenyűgözték a sci-fi filmek, valamint a tudományos közösség veszélyes kísérleteinek története. A római történész, Sallust és William Bolitho Ryall Twelve Against the Gods című könyvének olvasása arra inspirálta, hogy filmet készítsen Lucius Sergius Catilináról, aki a szegények és a gazdagok adósságának eltörléséért kampányolva konzuli tisztségre pályázott, de vesztett Marcus Tullius Ciceroval szemben. Coppola 1977-ben, az Apokalipszis most forgatásának vége felé fogalmazta meg a Megalopolisz ötletét.
Coppola 1983 elejét a film kidolgozásának szentelte, két hónap alatt négyszáz oldalnyi jegyzetet és forgatókönyvtöredéket gyűjtött össze. A következő négy évtizedben jegyzeteket és újságkivágásokat gyűjtött albumokba, amelyekben olyan érdekes témákat részletezett, amelyeket elképzelése szerint be akart építeni egy jövőbeli forgatókönyvbe, például politikai karikatúrákat és különböző történelmi témákat, mielőtt úgy döntött, hogy egy római epikus filmet készít, amely egy elképzelt modern Amerikában játszódik. Coppola produkciós cége, az American Zoetrope az 1990-91-es filmes díjátadó szezont követően számos fejlesztés alatt álló projektet jelentett be, köztük a Megalopolisz 1991-es megfilmesítésének tervét, annak ellenére, hogy nem volt kész forgatókönyve. A filmet azonban "legkorábban 1996-ra" halasztották el, miután Coppola más projekteket helyezett előtérbe.
2001-ben a brooklyni Park Slope-ban, egy produkciós irodában tartott asztali felolvasásokat. Ahogy a film évtizedeken át formálódott, számos színész dolgozott együtt Coppolával a folyamat során, köztük Nicolas Cage, Russell Crowe, Robert De Niro, Leonardo DiCaprio, Giancarlo Esposito, Edie Falco, James Gandolfini, Jon Hamm, Paul Newman, Al Pacino, Parker Posey, Kevin Spacey és Uma Thurman. A javasolt forgatási helyszínek között szerepelt Montréal és New York. A film forgatása végül leállt. Coppola félretette a filmet, hogy önerőből finanszírozza a könyv kisebb léptékű adaptációját, amelyet "a Megalopolisz ellentéte"-nek szánt. 2007-ben Coppola elismerte, hogy a szeptember 11-i támadások is közrejátszottak abban, hogy vonakodott visszatérni a filmhez.
2019. április 3-án, egy nappal 80. születésnapja előtt Coppola bejelentette, hogy visszatér a projekthez, miután befejezte a forgatókönyvet, és megkereste Jude Law-t és Shia LaBeoufot a főszerepekre. Augusztusra megkezdődtek a tárgyalások a színészekkel a filmben való szereplésről; James Caan a főszerepet vállalta, miután kérvényezte Coppolától, hogy írjon neki egy cameo-szerepet egy lehetséges hattyúdalként, míg Cate Blanchett, Oscar Isaac, Jessica Lange, Michelle Pfeiffer, Jon Voight, Forest Whitaker és Zendaya a tárgyalások különböző szakaszaiban voltak. Közülük végül csak Shia LaBeouf és Jon Voight került a filmbe.

### Forgatás
A forgatás 2022. november 7-én kezdődött Fayetteville-ben, és 2023. március 11-én fejeződött be. Ezenkívül Atlantában is forgattak. 2023 júliusa körül, a vágás megkezdéséhez közel, további tartalmakat forgattak az olasz-svájci határon. A forgatás egyáltalán nem ment zökkenőmentesen, Coppola több stábtagot is kirúgott, míg a hírek szerint jelentős káosz uralkodott a forgatáson, miután jelentősen túlnőtt rajta a filmje megvalósíthatósága, de ettől függetlenül mindenképp be akarta fejezni a filmet, miután a vagyona jelentős részét is befektette a projektbe. Cáfolta a negatív híreszteléseket is, mondván egyszerűen „költségmenedzselési okból” vált meg pár stábtagtól.

## Fogadtatás
A nagy várakozások dacára a film nem váltotta be a hozzá fűzött reményeket: a kétségkívül látványos, de  alapvetően Coppolának fontos, egyfajta „posztmodern Római Birodalomban” játszódó, meglehetősen zavaros, misztikus, allegórikus történet se a kritikusoknál, se a közönségnél nem talált megértésre, aminek következtében anyagilag is jelentősen megbukott; a bevétel a költségeknek nagyjából mindössze egy tizede volt. A vélemények egyetértettek abban is, hogy Coppola grandiózusnak szánt filmje nagy dolgokat akar közvetíteni, de mindezt meglehetősen sekélyesen és didaktikusan teszi.